# سفارة أستراليا لدى السعودية
سفارة أستراليا لدى السعودية هي الممثلية الدبلوماسية العليا لدولة أستراليا لدى المملكة العربية السعودية. تقع السفارة في حي السفارات في الرياض.